# Carnaval de Mérida
Desde el siglo XX, el Carnaval de Mérida se festeja anualmente de acuerdo al calendario lunar  (desde finales de enero hasta principios de marzo, según el año) en la ciudad de Mérida, de estado de Yucatán (México). Como todos los carnavales, es una fiesta popular en la que se privilegia la diversión y en donde los yucatecos salen a Plaza Carnaval desenfrenadamente, El Carnaval ofrece Carros Alegóricos y Juegos Mecánicos.

## Antecedentes
Originalmente, el Carnaval de Brasil era una celebración desorganizada, donde la gente solía observar desde sus casas montones de vehículos con grupos de personas, usualmente jóvenes, que se divertían arrojando serpentinas, flores y confeti a las casas y locales. A partir del siglo XX los carnavales meridanos asentaron una organización para que los desfiles por las calles tuvieran mayor lucimiento posible y, sobre todo, precaución y seguridad. El Carnaval de Mérida cuenta con un comité permanente que organiza los festejos mediante programas de actividades.

## El carnaval meridano en el siglo XXI
En las celebraciones meridanas podemos encontrar desfiles alegres y coloridos, se pueden escuchar y bailar géneros musicales entre los que destacan el mambo, el cha-cha-chá, la cumbia y la salsa. También hay representaciones de la cultura yucateca y maya, como las tradicionales Batallas de las Flores y el baile típico regional.
El Carnaval de Mérida se reconoce como original en el aspecto étnico pues es diferente de otros carnavales, como el de Veracruz, Tlaxcala, Mazatlán, o como el Carnaval de Brasil, donde existe mucha influencia afroamericana. A partir del 2002 el Exalcalde de Mérida Manuel Fuentes Alcozer y el comité permante del carnaval decidieron asignarle un tema a cada edición del carnaval, y desde ese entonces se sigue implementando 
- 2002 El Carnaval de Mérida
- 2003 El Carnaval del Mundo Maya
- 2004 El Carnaval del Agua
- 2005 Carnaval del Mundo
- 2006 Fantasía, Magia y Misterio
- 2007 El Circo
- 2008 Carnaval de las Maravillas
- 2009 Un Carnaval de Película
- 2010 Al Ritmo del Carnaval
- 2011 Ciudad Carnaval
- 2012 Carnaval de la Nueva Era
- 2013 Mérida Mística
- 2014 El reino de la diversión
- 2015 Travesía caribeña
- 2016 Mérida ciudad blanca
- 2017 La Fiesta que nos Úne
- 2018 Las Playas del Mundo
- 2019 El Nuevo Carnaval: Flora y Fauna
- 2020 El Nuevo Carnaval: De Historias E Historietas

A partir del 2014 el ex presidente municipal Renán Barrera Concha junto con el comité permanente decidió cambiar de sede al carnaval, paso del  Paseo de Montejo a Plaza Carnaval, enorme recinto ubicado en Xmatkuil que alberga el carnaval por cinco días, ubicado al sur de la ciudad.